# Phorkys

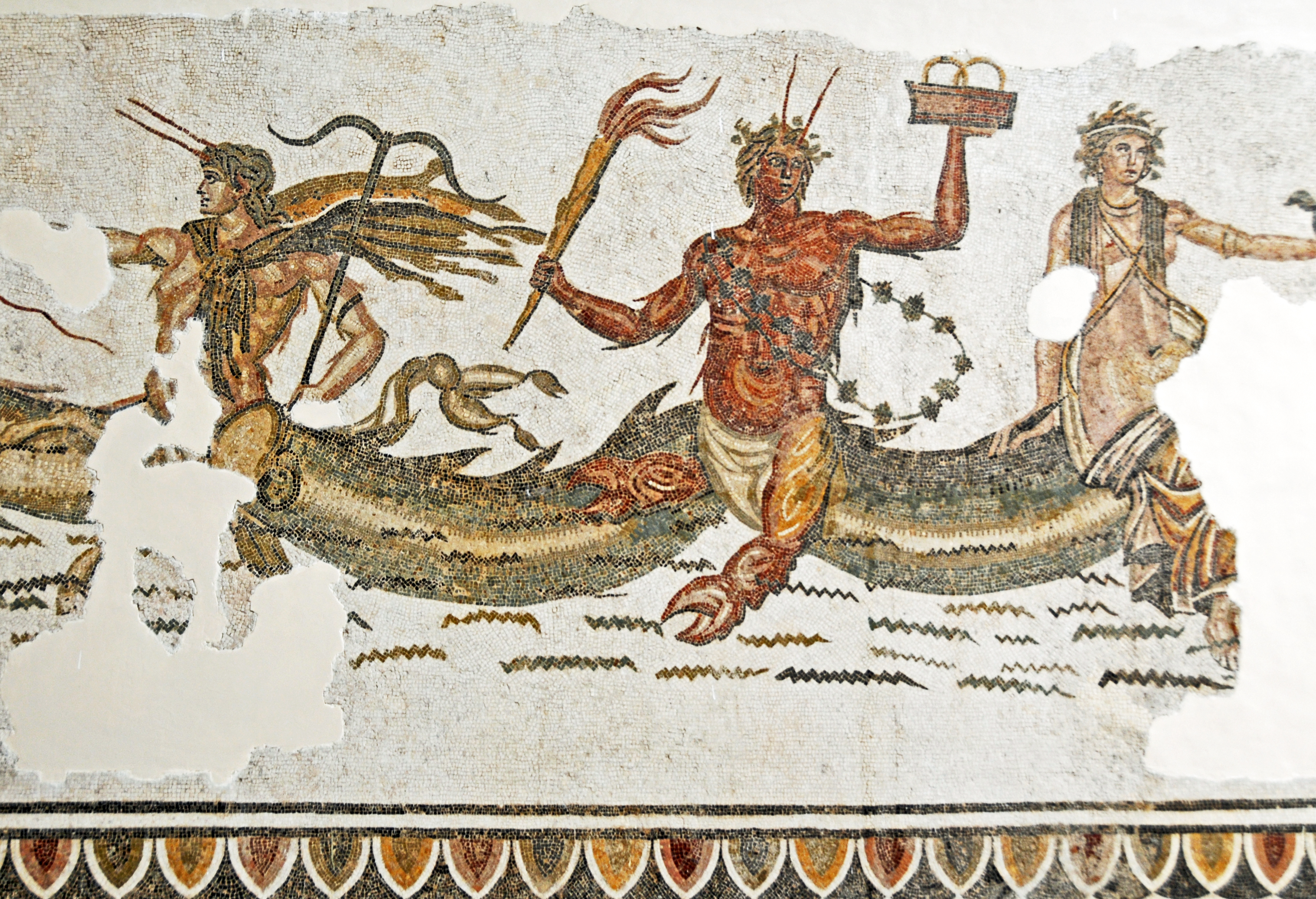
Phorkys (Mitte) auf einem römischen Mosaik im Nationalmuseum von Bardo

Phorkys (altgriechisch Φόρκυς Phórkys oder Φόρκος Phórkos) ist in der griechischen Mythologie ein greisenhafter Meeresgott; Homer nennt ihn ἅλιος γέρων hálios gérōn Meergreis.
Er ist ein Sohn des Meeresgottes Pontos und der Erdgöttin Gaia und damit auch ein Bruder von Nereus, Eurybia, Keto und Thaumas. Den Orphikern und Platon zufolge ist er einer der Nachkommen des Okeanos und der Tethys.
Hauptsächlich berühmt ist er wegen seiner ungeheuerlichen Nachkommenschaft, die er mit seiner Schwester, der Meeresgöttin Keto, zeugte. Zu ihnen gehörten die Gorgonen und die Graien sowie Echidna und Ladon, das Ungeheuer Skylla, die Hesperiden und die Nymphe Thoosa, die Mutter von Polyphem.
Es ist allerdings nicht klar, ob Phorkys, Proteus und Nereus nicht Bezeichnungen für einen einzigen Gott in seinen unterschiedlichen Ausgestaltungen sind.
Nach Phorkys wurde u. a. der Hafen in Ithaka benannt.